# هي جوان
هي جوان (بالصينية: 贺惯) (25 يناير 1993 بتايآن في الصين - ) هو لاعب كرة قدم صيني في مركز الدفاع. شارك مع منتخب الصين لكرة القدم. أما مع النوادي، فقد لعب مع نادي مجموعة شانغهاي الدولية للموانئ ونادي شانغهاي بودونغ لكرة القدم.

## وصلات خارجية
- هي جوان على موقع قاعدة بيانات كرة القدم.إي يو (الإنجليزية)
- هي جوان على موقع ناشيونال فوتبول تيمز (الإنجليزية)
- هي جوان على موقع Soccerway.com (الإنجليزية)